# Hans Paasche

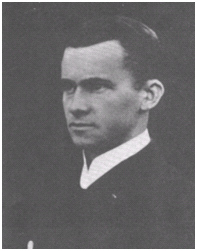
Hans Paasche

Hans Paasche, född 3 april 1881 i Rostock, död 21 maj 1920 på Gut Waldfrieden, Neumark, var en tysk författare och pacifist.
Hans Paasche var son till professorn i ekonomi och vicepresidenten i den tyska riksdagen Hermann Paasche. Han var måg till nationalbanksdirektören och fredskämpen Richard Witting.
Han reste som afrikaforskare till Tyska Östafrika och lärde sig där att tala swahili flytande. 1900 inledde han sin utbildning till marinofficer. År 1909 gifte han sig med sin fru Ellen och bröllopsresan gick till Östafrika och Nilens källor. 
År 1913 deltog han vid Erster Freideutscher Jugendtag på Meißner som arrangerades av den tyska ungdomsrörelsen. Under första världskriget anmälde sig Paasche som frivillig marinofficer men hans pacifistiska åsikter gjorde att han hamnade i problem med den militära ledningen. År 1916 tvingades han därför av militären att lämna sin tjänst. Hans politiska agitation och kontakter med krigsfångar ledde till att han greps. För att han skulle undgå hotet om att ställas inför rätta anklagad för högförräderi och riskera dödsstraff satte fadern honom på en psykiatrisk klinik. Han kom istället att anklagas för landsförräderi och sattes i fängelse. I samband med matrosupproret 9 november 1918 (som var upprinnelsen till den tyska novemberrevolutionen) befriades Paasche ur fängelset av matroser. 
Paasche fördes till riksdagen för att där väljas in i Vollzugsrat der Arbeiter und Soldatenräte. Paasche krävde bland annat att man skulle riva Siegesallee och Siegessäule. Paasche sköts 21 maj 1920 till döds av en högerextrem trupp ur en frikår i sitt hem Gut Waldfrieden när han kom upp ur badet. Hans barn blev vittne till dådet. 
Paasche har kommit att bli känd som en samhällskritiker och han kom starkt att påverkas av sina resor i Afrika. Han kritiserade den västliga framstegsidén och den europeiska synen på andra kulturer. Paasche blev samtidigt kritiker av det europeiska industrisamhället och rådande förhållanden. I sin kanske mest kända bok Die Forschungsreise des Afrikaners Lukanga Mukara ins innerste Deutschland utger sig Paasche för att vara Lukanga Mukara som är på besök i Europa och som från ett utifrånperspektiv kritiskt beskriver det europeiska samhället. Paasche var pacifist och arbetade för att kvinnor skulle få rösträtt, djurskydd och var aktiv i den vegetariska rörelsen. Han var också en del av den borgerliga ungdomsrörelsen kring sekelskiftet och fram till första världskriget.

## Verk
- 1907 Im Morgenlicht. Kriegs-, Jagd- und Reise-Erlebnisse in Ostafrika
- 1912/1913 Die Forschungsreise des Afrikaners Lukanga Mukara ins innerste Deutschland ISBN 3-922708-46-3
- 1912-1914 Der Vortrupp - Halbmonatsschrift für das Deutschtum unserer Zeit
- 1914 Fremdenlegionär Kirsch

Eine abenteuerliche Fahrt von Kamerun in die deutschen Schützengräben in den Kriegsjahren 1914/15